# Zračna luka Auki
Zračna luka Auki (IATA: AKS, ICAO: AGGA) je zračna luka u blizini Auke, Salomonski Otoci.